# Нове Давидково
Нове́ Давидково — село в Україні, в Мукачівському районі Закарпатської області, розташоване на лівому березі річки Латориці, в 8 км від районного центру і за 3 км від залізничної станції Ключарки. Населення – близько 3 700 осіб.

## Населення

### Мова
Розподіл населення за рідною мовою за даними перепису 2001 року:
| Мова            | Кількість | Відсоток |
| --------------- | --------- | -------- |
| українська      | 3950      | 98.60%   |
| угорська        | 24        | 0.60%    |
| російська       | 14        | 0.35%    |
| циганська       | 6         | 0.15%    |
| німецька        | 4         | 0.11%    |
| білоруська      | 1         | 0.02%    |
| словацька       | 1         | 0.02%    |
| інші/не вказали | 6         | 0.15%    |
| Усього          | 4006      | 100%     |

## Історія
На південь від Нового Давидкового, на високому правому березі ріки Латориця виявлено поселення пізньобронзової епохи (II тисячоліття до н. е., культура Станове). З околиць села походить давньоруська залізна сокира ХІ–ХІІ століть.
В історичних джерелах село згадується в першій половині XV століття. Подейкують, що однією з перших, хто оселився на цій території була і дружина князя Корятовича - Ольга.
У часи, коли Закарпаття належало до Австро-Угорщини, давидківський хрін приїздили закуповувати з Відня та Будапешта. Люди швидко збагнули, що цей продукт можна вигідно продавати і почали вирощувати його у промислових масштабах. В радянські часи хрін тут цінували і любили не тільки місяцеві. Його постачали майже на всі ярмарки країни.
У селі є Церква св. арх. Михайла (1913).
Ще 1545 р. селяни просили дозволу на збір коштів для ремонту церкви.
У 1699 р. в селі проживало лише 9 осіб. У 1733 р. згадують дерев’яну церкву св. Михайла. У 1777 р. місцевий житель Ковтух Симко дав на ремонт церкви значну суму – 20 золотих вонашів. Цю церкву, судячи з метричних записів, збудували з дуба в другій половині XVI ст. Стараннями священика Михайла Орлая та Федора Медвідя і Григорія Сливки спорудження нової кам’яної церкви почали 23 червня 1795 р. і закінчили в 1799 р. Посвятив церкву 7 червня 1799р. віце-архідиякон Мукачівського округу Андрій Кутко. У 1800 р. головний фасад зміцнили підпорами.
З 1899 по 1904 рік у селі служив священиком письменник- просвітитель Іван Сільвай, який був похований біля церкви, а в метричній книзі з нагоди 100-річчя старої церкви залишив записи стосовно історії церкви та села, датовані 7 – 19 червня 1899 р.
12 червня 1911 р. зібралася рада з будівництва нової мурованої церкви. Дозволили розібрати стару церкву, щоб звільнити ділянку.
Ініціатором спорудження був місцевий парох Йосип Папп. Усе доросле населення села (в селі .тоді було 350 хат та 1800 жителів) зібралося 7 травня 1911 р. і під головуванням віце-архідиякона Михайла Бачинського виповіло спорудження нової церкви. 7 вірників дарували по 4800 корон, а загалом громада зібрала 36465 корон готівкою і вирішила при потребі продати 10 – 15 угрів церковної землі на суму 30 000 корон. Почали будівництво 15 березня 1913 р. Фундамент посвятили на третій день Великодня – 29 квітня, а хрест на вежі встановили 12 жовтня того ж року. Розказують, що очолював спорудження і, можливо, виготовив проєкт талановитий архітектор з Підгорода Михайло Білак. Іконостас поставили 26 грудня 1917 р.
Образи до іконостаса і вівтаря намалював відомий художник Юлій Віраґ. Посвятив храм єпископ Антон Папп аж після війни, в 1923 р. Дзвіницю, каплицю і хрест посвятив єпископ Петро Ґебей 2 серпня 1926 р. Після розпису інтер’єру церкву благословлено в 1935 р. Головними добродійниками храму були його куратори Г. Гранчак, В. Дудаш, Г. Медвідь, М. Голиш, М. Качур. Оста

## Назва
У 1995 р. назву села Нове Давидкове було змінено на одну літеру.

## Приєднання до Мукачівської ОТГ
Наприкінці серпня 2018 р. громада села Нове Давидково підтримала приєднання до Мукачівської міської ОТГ, ставши четвертою сільською громадою, яка дала згоду на об‘єднання з містом обласного значення. Відповідне рішення було ухвалено Новодавидківською громадою на велелюдному обговоренні переважною більшістю голосів. 

На зустрічі громади з керівництвом села, народним депутатом Віктором Балогою та експертами мешканцям Нового Давидкова запропонували об'єднатися в Мукачівську ОТГ, аби отримати більше можливостей для розвитку села. Раніше погодження на приєднання до ОТГ дали сесії сільрад с. Павшино, Нижній Коропець та Лавки. За словами експерта з децентралізації Володимира Феськова, одне з найбільших і найпродукттвніших сіл Мукачівщини втомилось працювати «на району владу».
|  | Мешканцям хочеться справжньої самостійності, де сьогодення і розвиток залежить від активу, старости, депутатів, голови та працівників органів місцевого самоврядування. Тепер іхні очікування можуть реалізуватись. Володимир Феськов, експерт з децентралізації |

12 вересня 2018 р. на позачерговій сесії міськради депутати Мукачівської міської ради одноголосно прийняли рішення про надання згоди на добровільне приєднання Новодавидківської та Шенборнської сільських територіальної громади Мукачівського району до Мукачівської міської територіальної громади. Після громадських обговорення в обох селах рішення про добровільне приєднання до Мукачева було прийнято на сесіях сільських рад.  Мукачівська ОТГ об'єднала 93,4 тис. жителів, її загальна територія склала 96 кв. км.
У червні 2019 року уряд визнав спроможною Мукачівську міську ОТГ у складі територіальних громад міста Мукачева та сіл Лавки, Павшино, Шенборн, Нижній Коропець, Нове Давидково Мукачівського району Закарпатської області. Кабмін дозволив Мукачівській ОТГ перейти на прямі міжбюджетні відносини, визнав таким чином створення сьомої об’єднаної територіальної громади в Закарпатській області — першої на Закарпатті з центром в місті обласного значення.
Перши бонусом від приєднання до Мукачівської міської ОТГ для громади Нового Давидкова сталі додрткові кошти на освіту та кільтуру. В бюджеті на 2020 рік для Нового Давидкова передбачено 21 млн. 187 тис. гривень. З них для утримання школи 8,8 млн, дитсадка – 5 млн., 315 тис. – на утримання клубу, 145 тис. – бібліотеки. 
Понад 900 тис. грн. передбачено видатків для будинку старости, для заробітної плати, енергоносії та інші видатки. 2 млн. 40 тис. грн. виділять на медичну допомогу мешканцям села. Ще 3,7 млн. грн. громада села отримає на розвиток інфраструктури. З них 400 тис. грн. — на облаштування дитячого майданчика, 960 тис. на прибдання трактора, 320 тис. – причепа. Загалом на придбання обладнання в Новому Давидкові витратять 1 млн. 861 тис. грн., на закупівлю лед-світильників – 150 тис. грн.

## Географічні дані
Населення за переписом 2001 року складало 4006 людей. Поштовий індекс — 89624. Телефонний код — 3131. Займає площу 3,86 км². Код КОАТУУ — 2122785801.

## Відомі особистості
У селі народилися:
- Гранчак Іван Михайлович — український історик, доктор історичних наук, професор
- Захарченко Ганна Яношівна (до шлюбу Черепаня) — українська співачка і педагогиня, народна артистка України.
- Медвідь Федір Йожефович — український футболіст;
- Микуланинець Йосип Йосипович — український футболіст;
- Сливка Юрій Юрійович — український історик; доктор історичних наук, професор
- Станкович Василь Васильович — український фехтувальник, неодноразовий чемпіон світу і СРСР, призер Олімпійських ігор в Мехіко та Мюнхені